# Proutista pseudomoesta
Proutista pseudomoesta är en insektsart som beskrevs av Frederick Arthur Godfrey Muir 1915. Proutista pseudomoesta ingår i släktet Proutista och familjen Derbidae. Inga underarter finns listade i Catalogue of Life.